# Ludwig Windstosser
Ludwig Windstosser (* 19. Januar 1921 in München; † 3. Juni 1983 in Stuttgart) war ein deutscher Fotograf und Fotokünstler der westdeutschen Nachkriegszeit. Der Mitbegründer des BFF Berufsverbands Freie Fotografen und Filmgestalter betätigte sich in den fünfziger und sechziger Jahren vorwiegend als Industriefotograf für die Montanindustrie im Ruhrgebiet. Als Mitglied der avantgardistischen Gruppe fotoform trug er maßgeblich zu einer neuen Bildsprache der fotokünstlerischen Nachkriegsavantgarde bei.

## Leben und Werk
Ludwig Windstosser wurde als Sohn von Käthe und dem Handelsvertreter Otto Windstosser in München geboren. Um 1937 erlangte er den Schulabschluss an einem Realgymnasium in Berlin und war von 1937 bis 1940 als Mechaniker bei der Robert Bosch GmbH in Stuttgart in Lehre. 1940 bestand er die Aufnahmeprüfung an der Staatlichen Ingenieurschule in Esslingen. Noch im selben Jahr wurde er in den Kriegsdienst einberufen. Die Familie hatte zu dieser Zeit ihren Wohnsitz in der Christophstraße 6 in Stuttgart. Nach seiner Einberufung war Windstosser als Artillerist eingesetzt. Von 1942 bis 1944 diente er als Soldat, später als Kanonier an der Ostfront in Russland. Bereits hier übte er sich als Amateurfotograf. 1944 erlitt Windstosser eine Kriegsverwundung und besuchte nach seiner Entlassung aus dem Lazarett Kurse als technischer Zeichner bei Bosch. Hier lernte er auch seine spätere Frau Ingrid Lischke (1922–2015) kennen, die ebenfalls technische Zeichnerin bei Bosch war. 1945 wurde Windstosser erneut zum Kriegsdienst einberufen, diesmal nach Schlesien.
Nach dem Zweiten Weltkrieg begann Windstosser eine Fotografenlehre bei Adolf Lazi in Stuttgart. Im Zuge seiner Ausbildung lernte er auch einige der Fotografen kennen, mit denen er 1949 die Gruppe fotoform gründete. Diese setzte sich neben Windstosser aus Peter Keetman, Siegfried Lauterwasser, Wolfgang Reisewitz, Toni Schneiders und Otto Steinert zusammen. Zwei Jahre nach der Gründung stießen zudem Heinz Hajek-Halke und Christer Strömholm hinzu. In Anknüpfung an die fotografischen Tendenzen der 1920er und frühen 1930er Jahre erarbeitete die Gruppe Kriterien für progressive Ausdrucksformen in der Fotografie. Ihre Bilder gingen per Post in die Runde: Wurden die Arbeiten von allen Gruppenmitgliedern positiv bewertet, erhielten sie das Prädikat „fotoform“ und konnten auf den gemeinsamen Ausstellungen gezeigt werden. Die von Steinert initiierte Bewegung der subjektiven fotografie war ein weiterführender Versuch, die neuen Gestaltungsweisen auch international zu etablieren. Windstosser war hieran nur kurz beteiligt. Er trat 1952 aus der Gruppe aus. Auch die Aktivitäten von fotoform ebbten nach 1953 deutlich ab.
Seit 1948 arbeitete Windstosser vorrangig als freischaffender Industriefotograf. Steile Perspektiven, ungewöhnliche Bildausschnitte und starke Kontraste finden sich neben aufwändig arrangierten Produktionsszenen in den Werbefotografien, die er im Auftrag diverser Firmen – von der Stahlproduktion über die Pharmaindustrie bis hin zur Textilbranche – realisierte. Experimentelle Aufnahmen mit Industriemotiven ergänzen sein Portfolio. Gerade zu Zeiten des westdeutschen Wirtschaftswunders hatte der industrielle Sektor ein starkes Repräsentationsinteresse. Windstosser besaß als ausgebildeter Mechaniker und technischer Zeichner ein ausgeprägtes Auge für technische Details und arbeitete im Auftrag von über 150 westdeutschen wie internationalen Unternehmen. So porträtierte er das Bergbauunternehmen Ruhrkohle AG, das für den Aufschwung der westdeutschen Wirtschaft eine maßgebliche Rolle spielte. Besonders solche Großaufträge in der Montanindustrie erlaubten Windstosser einen hohen Lebensstandard. So konnte er 1957 bis 1959 die Planung und den Bau der „Villa Windstosser“ an der Neuen Weinsteige 80 in Stuttgart durch Architekt Max Bächer und Gartenarchitekt Hans Luz durchführen lassen. 1964 erhielt das Anwesen zudem ein eigenes Laborgebäude, in dem auch Farbfotografien entwickelt werden konnten.
Das Bedürfnis nach neuen Ausdrucksformen in der Nachkriegszeit wurde – neben den künstlerisch ambitionierten Versuchen der Gruppe fotoform – auch durch die vielen neuen Fotobücher beantwortet. Bereits zu Beginn seiner Karriere widmete sich Windstosser der fotografischen Illustration zahlreicher Städteporträts und Bildbände. Diese fingen den vorherrschenden Zeitgeist auch jenseits der von ihm aufgenommenen Industrielandschaften ein. Windstosser bezeichnete die Arbeit an den Bildbänden als „lukrative Erholung“ und als eine Möglichkeit, den eigenen fotografischen Horizont zu erweitern.
Windstossers Städtepublikationen widmen sich vornehmlich dem baden-württembergischen Raum, vor allem seiner Wahlheimat Stuttgart. In diversen Porträts wird der Facettenreichtum der Stadt vorgeführt. Stuttgart im Bild fällt durch geschickte Gegenüberstellungen von Bildpaaren als besonders ambitioniert auf. Der Bildband Berlin teils teils ist ein Porträt West-Berlins, das das damals vorherrschende Spannungsfeld zwischen Wiederaufbau und Fortschritt und dem Verlangen nach Normalität und Sicherheit spiegelt. Gegensätzliches wird zum einen durch sprechende Bildpaare, vor allem aber durch Komposition und geschickt in Szene gesetzte Dualismen in den Fotografien verdeutlicht.
Ab August 1982 zeichneten zahlreiche Krankenhausaufenthalte den Alltag Windstossers, sein Sohn Peter Windstosser (1953–2010) übernahm in dieser Zeit einige Aufträge. Am 3. Juni 1983 erlag Ludwig Windstosser in Stuttgart einem Krebsleiden.

## Ausstellungen (Auswahl)
- 1949: 2. Ausstellung photographischer Kunst 1949 in Neustadt an der Haardt
- 1950: fotoform-Ausstellung auf der photokina in Köln
- 1951: fotoform-Ausstellung auf der photokina in Köln
- 1951: subjektive fotografie – Internationale Ausstellung moderner Fotografie in Saarbrücken
- 1952: fotoform-Ausstellung auf der photokina in Köln
- 1963: Europhotoausstellung, Luzern
- 1964: Photo 64, Stuttgart
- 1967: Commercial Photography gemeinsam mit den Freunden Franz Lazi und Walter E. Lautenbacher, Stuttgart
- 1978: Windstoßer-Industriefotografie im Bahnhof Bonn-Bad Godesberg und im Wirtschaftsministerium, Bonn
- 1980: fotoform-Ausstellung in der Galerie Kicken, Köln
- 2001: Sammlung Schupmann. Fotografie in Deutschland nach 1945, Museum für Photographie, Braunschweig
- 2003: 75 Jahre Ruhrchemie, Rheinisches Industriemuseum, Oberhausen
- 2003: Traffic. Ethnographie der Straße, Kunsthaus Essen
- 2005: Meisterwerke der Photographie aus der Sammlung der Deutschen Gesellschaft für Photographie, Georg-Meistermann-Museum, Wittlich
- 2004: Subjective Photography 1948–1963, The Brno House of Art, Brno
- 2006: La photographie subjective – L’apport allemand de 1948 à 1963, Musée national des Beaux-Arts d’Alger, Algier
- 2006: Von Henri Cartier-Bresson bis Charlotte March, C/O Berlin
- 2007/2008: fotoform. Deutsche Fotografie der 50er Jahre, Robert Morat Galerie, Hamburg
- 2019/2020: Ludwig Windstosser. Fotografie der Nachkriegsmoderne, Museum für Fotografie, Berlin

## Auszeichnungen
- 1951: 3. Preis beim ersten großen internationalen Fotowettbewerb der Zeitschrift Camera
- 1964: Ehren-Plakette vom Centralverband des Deutschen Fotografenhandwerks zur Jahresschau (photo 64)
- 1964: beste Gesamtleistung auf der Bildausstellung Deutscher Berufsphotographen in Stuttgart[6]

## Publikationen
- E. Merck AG: Von der Merck’schen Engel-Apotheke zum pharmazeutisch-chemischen Grossbetrieb 1668–1968 / [Hrsg. anlässl. d. vor 300 Jahren erfolgten Übernahme d. Engel-Apotheke zu Darmstadt durch Friedrich Jacob Merck am 26. Aug. 1668. Text: Fritz Ebner u. Leopold Lerch. Photogr.: Ludwig Windstosser]. Hrsg.: E. Merck Aktiengesellschaft. Darmstadt 1968.
- Mahle KG (Hrsg.): Arbeit an Grenzen: 50 Jahre Mahle. Stuttgart-Bad Cannstatt 1970.
- Ludwig Windstosser, Thilo Koch: Berlin teils teils. Büchergilde Gutenberg, Frankfurt am Main 1972, ISBN 978-3-7632-1613-0.
- Ludwig Windstosser, Peer-Uli Faerber: Stuttgart im Bild. Rüber, Stuttgart 1974.

### Schriften und Interviews
- Roman Freitag: Über einen Fotografen: Ludwig Windstosser. In: Photo-Magazin. Band 4, Nr. 8, August 1952, S. 36.
- Bernd Lohse: Ludwig Windstosser. Die gute alte Industriefotografie - Wo ist sie geblieben? In: Fotomagazin. Band 34, Nr. 1, Januar 1982, S. 40–47.
- Fotografen, die Karriere machen. Ludwig Windstosser Industrie. "Die Aufnahme ist für mich Rohstoff" [Interview mit Ludwig Windstosser]. In: Fotomagazin. Band 21, Nr. 1, Januar 1969, S. 18–21.
- Ludwig Windstosser: Gedanken zu einer Ausstellung / Thoughts on an exhibition. In: Camera. Band 28, Nr. 9, 1949, S. 286–288.
- Ludwig Windstosser: Scharf oder unscharf? In: Foto-Spiegel. Nr. 17, Februar 1949, S. 4–5.
- Ludwig Windstosser: Zehn gegen neunzig. In: Photo-Magazin. Band 1, Nr. 9, September 1949, S. 15.
- Ludwig Windstosser: Industriebilder mit Hasselblad. In: Hasselblad. Dezember 1980, S. 6.